# Vemern (westfälisches Adelsgeschlecht)

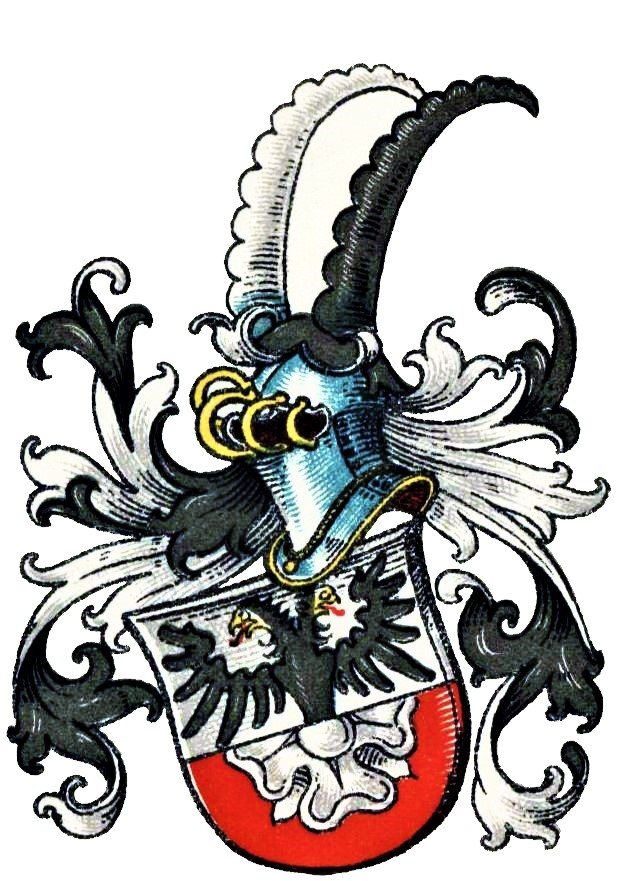
Wappen derer von Vemern im Wappenbuch des Westfälischen Adels

Vemern (auch: Femol, Vemeren, Vemering o. ä.) ist der Name eines westfälischen Patrizier- und Adelsgeschlechts.
Das Geschlecht ist von den gleichnamigen, aber wappenverschiedenen mecklenburgisch-pommerschen Herren von Vemern zu unterscheiden.

## Geschichte
Das hier behandelte Geschlecht stammte aus Dortmund, wo es 1402 vom Senat die Turnierfähigkeit bescheinigt bekam.
Winand von Vemern war 1344 Bürgermeister zu Dortmund. Gotschalk von Vemern 1378 Senator zu Dortmund. Er siegelte mit dem unten beschriebenen Wappen. Johann von Vemern bekam die Turnierfähigkeit vom Senat 1402, Winand von Vemern dieselbe 1413 bescheinigt. Letzterer kaufte 1418 mit seiner Frau Greta und seinen Kindern Betta, Greta, Bela und Johann von der Stadt Dortmund eine Leibrente von 13 Gulden aus der Weinakzise. Winand sollte diese selbst von den Weinausschenkern in Dortmund erheben. Falls diese nicht zahlten, durfte er pfänden und die Pfandstücke am nächsten Markttag „auf den Fleischbänken“ öffentlich versteigern. 1490 kaufte Johann von Vemern, Pastor zu Aplerbeck, für seinen „natürlichen“, d. h. unehelichen, Sohn eine Rente von 20 Gulden von der Stadt Dortmund. Die Familie erscheint zuletzt 1558.

## Persönlichkeiten
- Winand von Vemern, 1344 Bürgermeister in Dortmund

## Wappen
Blasonierung: Silber über Rot geteilt. Oben ein an der Teilungslinie gelegter schwarzer wachsender Doppeladler. Unten eine ebenfalls an die Teilungslinie gelegte halbe silberne Rose. Auf dem Helm zwei nach links herüber gebogene Hörner, das rechts weiß, links schwarz. Die Helmdecken sind schwarz-silbern.